# التاريخ الاقتصادي للصين (1912-1949)
بعد سقوط سلالة تشينغ في عام 1912، مرت الصين بفترة من عدم الاستقرار وتعطل النشاط الاقتصادي. خلال عقد نانجينغ (1927-1937)، أحرزت الصين تقدمًا في عدد من المجالات الصناعية، ولا سيما تلك المتعلقة بالمجال العسكري، في محاولة للحاق بالغرب والاستعداد للحرب مع اليابان. تسببت الحرب اليابانية الصينية الثانية (1937-1945) والحرب الأهلية الصينية التي تلتها بانسحاب جمهورية الصين إلى تايوان وتشكيل جمهورية الصين الشعبية.
كانت الحقبة الجمهورية فترة اضطراب. منذ عام 1913 حتى عام 1927، تفككت الصين إلى أمراء حرب إقليميين يتصارعون على السلطة، ليتسببوا بالبؤس وليعطلوا النمو. بعد عام 1927، تمكن شيانغ كاي شك من توحيد الصين. كان عقد نانجينغ فترة ازدهار نسبي على الرغم من الحرب الأهلية والعدوان الياباني. بدأت الحكومة في تحقيق الاستقرار في تحصيل الضرائب، وإنشاء ميزانية وطنية ورعاية بناء البنية التحتية كالاتصالات والسكك الحديدية ووضع خطط وطنية طموحة، نُفذ بعضها بعد عام 1949. في عام 1937، غزا اليابانيون الصين ودمروا الصين خلال ثماني سنوات من الحرب. وشهدت تلك الحقبة أيضًا مقاطعة المنتجات اليابانية. بعد عام 1945، تزايد دمار الصين إثر الحرب الأهلية وأفضى ذلك إلى انسحاب الحكومة القومية إلى تايوان في عام 1949. وعلى الرغم من ذلك يلخص الخبير الاقتصادي جريجوري تشاو المنحة الحديثة حين خلص إلى أنه «على الرغم من عدم الاستقرار السياسي، تواصلت الأنشطة الاقتصادية والتطور الاقتصادي بين عامي 1911 و1937»، وباختصار «كان التحديث قيد التنفيذ». حتى عام 1937، يتابع تشاو، كان لدى الصين اقتصاد سوق «يسير على ما يرام»، مما يفسر قدرة الصين على العودة إلى اقتصاد السوق في أعقاب الإصلاح الاقتصادي الذي بدأ عام 1978.
كان ثمة تنافس بين تفسيرين رئيسيين (تفسير تقليدي مقابل تفسير تنقيحي) بين الباحثين الذين درسوا تاريخ الصين في أواخر فترة سلالة تشينغ والفترة الجمهورية.
اعتبر التقليديون (وبصورة رئيسية مؤرخين مثل لويد إيستمان وجوزيف إشيريك وآخرون) أن أداء اقتصاد الصين منذ مطلع القرن التاسع عشر حتى منتصف القرن العشرين كان غاية في السوء. وكانوا يعتبرون الاقتصاد التقليدي والنظام السياسي خلال أواخر فترة سلالة تشينغ والفترة الجمهورية بأنهما غير قادرين على الاستجابة إلى ضغوط الغرب وضغوط النمو الاقتصادي المثبط. ويشدد هؤلاء الباحثون على أن نقطة التحول التي شهدها عام 1949 حين تأسست جمهورية الصين الشعبية كانت إفساح المجال للثورة السياسية والاقتصادية المطلوبة والتي أدت إلى نمو اقتصادي سريع.
واعتبر التنقيحيون (بصورة رئيسية اقتصاديون مثل توماس رافسكي ولورين براندت وآخرون) أن الاقتصاد التقليدي غالبًا ما حقق نجاحات مع نمو بطيء ولكنه ثابت في نصيب الفرد من الناتج المحلي الإجمالي بعد أواخر القرن التاسع عشر. ويركز هؤلاء الباحثون على الاستمرارية بين سمات الاقتصاد التقليدي واقتصاد جمهورية الصين الشعبية مع نموه السريع. وكانوا يرون أن جمهورية الصين الشعبية بنَت على ظروف مواتية توافرت خلال فترة الجمهورية وأواخر فترة سلالة تشينغ، الأمر الذي أتاح النمو الاقتصادي السريع الخاص بتلك الفترة.

## الحرب الأهلية والمجاعة والاضطراب في الفترة الأولى من الجمهورية
اتسمت الفترة الأولى للجمهورية بحروب متكررة وصراعات بين الفصائل. بعد رئاسة يوان شيكاي حتى عام 1927، كانت المجاعة والحرب وتغيير الحكومة القاعدة الأساسية للسياسة الصينية، إذ أعلنت المقاطعات بصورة دورية «الاستقلال». تسبب انهيار السلطة المركزية في تسريع الانكماش الاقتصادي الذي كان سائدًا منذ عهد سلالة تشينغ، ولم يُبطل أثر ذلك سوى حين أعاد شيانغ توحيد الصين في عام 1927 وأعلن نفسه زعيمًا لها.

## تطوير الصناعات المستأنسة
شهدت الصناعات المحلية الصينية تطورًا سريعًا في أعقاب سقوط أسرة تشينغ، على الرغم من الاضطابات في السياسة الصينية. بلغ تطوير هذه الصناعات ذروته خلال الحرب العالمية الأولى، والتي شهدت زيادة كبيرة في الطلب على السلع الصينية، مما عاد بفائدة على الصناعات الصينية. إضافة إلى ذلك، انخفضت الواردات إلى الصين بشكل كبير بعد اندلاع حرب شاملة في أوروبا. على سبيل المثال، كانت لدى صناعة النسيج في الصين 482,192 آلة إبر في عام 1913، في حين ارتفع هذا العدد عام 1918 إلى 647,570. وارتفع العدد على نحو حتى أكثر سرعة إلى 1,248,282 بحلول عام 1921. إضافة إلى ذلك، ارتفع عدد مصانع الخبز من 57 إلى 131.
وساعدت أيضًا حركة 4 أيار، التي دعى فيها الطلاب الصينيون شعب الصين إلى مقاطعة البضائع الأجنبية، على تحفيز التنمية. انخفضت الواردات الأجنبية بشكل كبير بين عامي 1919 و1921 ومنذ عام 1925 حتى عام 1927.
استمرت الصناعات الصينية في التطور في ثلاثينيات القرن الماضي مع ظهور عقد نانكينغ في ثلاثينيات القرن العشرين، حين وحد شيانغ كاي شك معظم البلاد وجلب الاستقرار السياسي. تطورت الصناعات الصينية ونمت منذ عام 1927 حتى عام 1931. على الرغم من الضرر الشديد الذي لحق به جراء الكساد العظيم منذ عام 1931 حتى عام 1935 واحتلال اليابان لمنشوريا في عام 1931، تعافى الإنتاج الصناعي بحلول عام 1936. بحلول عام 1936، شهد الإنتاج الصناعي تعافيًا وتجاوز ذورته السابقة في عام 1931. يتضح هذا بأفضل شكل في منحنيات الناتج الإجمالي المحلي. في عام 1932، وصل الناتج المحلي الإجمالي الصيني ذروته عند 28.8 مليار، قبل أن يهبط إلى 21.3 مليار بحلول عام 1934 وقبل أن يسترد عافيته ويصل إلى 23.7 مليار بحلول عام 1935.

## الاقتصاد الريفي لجمهورية الصين
احتفظ الاقتصاد الريفي بجزء كبير من خصائص أواخر فترة سلالة تشينغ. في حين كانت الأسواق آخذة بالتشكل منذ سلالتي سونغ ومينغ، كانت الزراعة الصينية التي رعتها جمهورية الصين موجهة بالكامل تقريبًا نحو إنتاج المحاصيل النقدية للاستهلاك الأجنبي، وبذلك كانت خاضعة لقول الأسواق الدولية. اشتملت الصادرات الرئيسية على الصمغ والشاي والحرير وقصب السكر والتبغ والقطن والذرة والفول السوداني.
تعرض الاقتصاد الريفي لأضرار كبيرة إثر الكساد الكبير في الثلاثينيات من القرن العشرين، إذ أفضى الإفراط في إنتاج السلع الزراعية إلى انخفاض هائل في الأسعار بالنسبة للصين، وكذلك أيضًا زيادة في الواردات الأجنبية (إذ «أُغرقت» الصين بالسلع الزاعية المنتَجة في البلدان الغربية). في عام 1931، بلغت واردات الأرز في الصين 21 مليون بوشل مقارنة ب12 بوشل في عام 1928. وشهدت السلع الأخرى زيادات مذهلة. في عام 1932، استورِد 15 مليون بوشل من الحبوب مقابل 900 ألف بوشل في عام 1928. أدت هذه المنافسة المتزايدة إلى انخفاض هائل في أسعار المنتجات الزراعية الصينية (التي كانت أرخص سعرًا) وبالتالي انخفاض دخل المزارعين الريفيين. في عام 1932، كانت نسبة الأسعار الزراعية تبلغ 41% من مستويات عام 1921.

## الاستثمار الأجنبي المباشر في جمهورية الصين
ازداد الاستثمار الأجنبي المباشر في الصين خلال عهد جمهورية الصين. كان هناك نحو 1.5 مليار استثمار في الصين مع بداية القرن العشرين، وكانت روسيا والمملكة المتحدة وألمانيا أكبر المستثمرين. وعلى الرغم من ذلك، ومع اندلاع الحرب العالمية الأولى، توقفت استثمارات ألمانيا وروسيا في حين اضطلعت إنجلترا واليابان بدور قيادي. بحلول عام 1930، بلغ الاستثمار الأجنبي في الصين أكثر من 3.5 مليار، واحتلت اليابان الصدارة (1.4 مليار) وإنجلترا ب1 مليار. إلا أنه بحلول عام 1948، توقف احتياطي رأس المال مع انخفاض الاستثمار إلى 3 مليارات فقط، وكانت الصدارة للولايات المتحدة وبريطانيا.